# Anglikańskie sanktuarium maryjne w Willesden

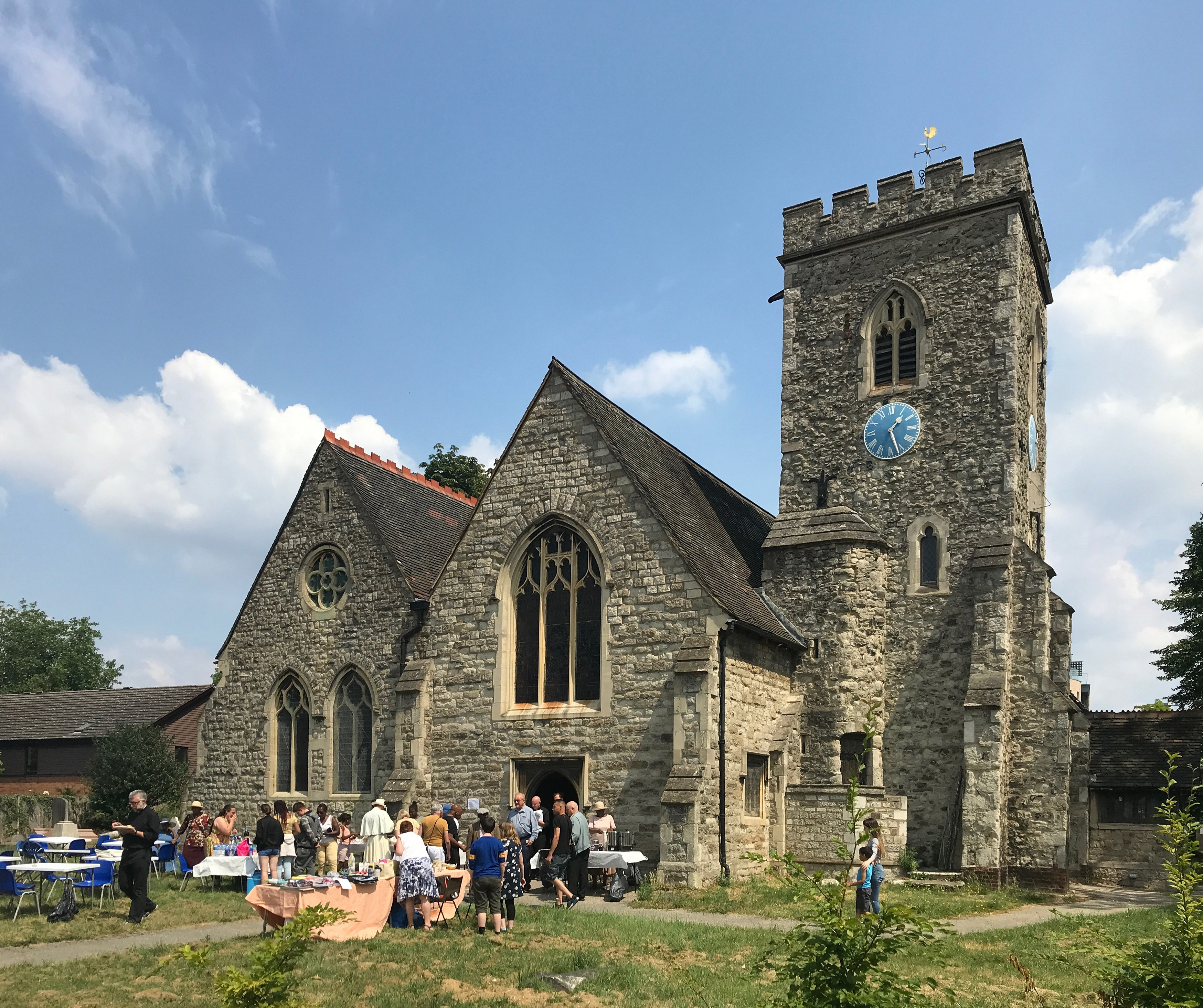
Budynek sanktuarium

Anglikańskie Sanktuarium Matki Bożej z Willesden (ang.: The Shrine of Our Lady of Willesden (Chuch of England)) – jedno z dwóch sanktuariów maryjnych Kościoła Anglii w Wielkiej Brytanii.

## Historia
W VI w. jeden z pierwszych biskupów Londynu Erkenwald założył klasztor, na terenie którego wznosi się dzisiejsze sanktuarium. Kościół parafialny Maryi Panny w Willesden został zbudowany w 938 r. Od najdawniejszych czasów czczono w tym kościele figurę Czarnej Dziewicy z Willesden, której przypisano moc czynienia cudów. Od XIII w. otaczano tu kultem dwie figury maryjne. Od XV w. sanktuarium maryjne w Willesden stało się bardzo popularnym celem pielgrzymek, być może w wyniku uznawanych przez wiernych za cudowne uzdrowień podczas epidemii dżumy. Za cudowną była także uznawana pobliska studnia ze źródlaną wodą.
Reformacja w 1538 r. spowodowała ograbienie sanktuarium ze wszystkich cennych przedmiotów, ale nie zniszczono figur Maryi i kościół był nadal celem pielgrzymek. Stopniowo miejscowy kult maryjny ustawał, ale pozbawiona ozdób, niepozorna figura Czarnej Dziewicy przetrwała w kościele nienaruszona. Pamięć o jej dawnym znaczeniu przywrócił dopiero w 1902 r. miejscowy pastor, a w 1972 r. w kościele umieszczono nową, pozłacaną figurę Maryi, poświęconą w tym samym roku podczas corocznej pielgrzymki przez biskupa Willesden.

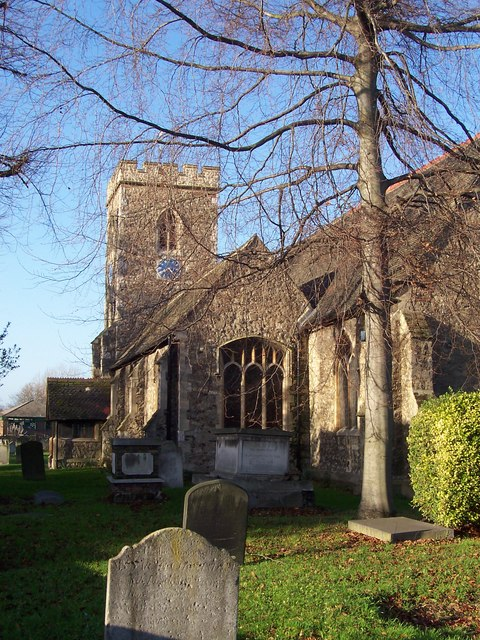
Kościół NMP w Willesden
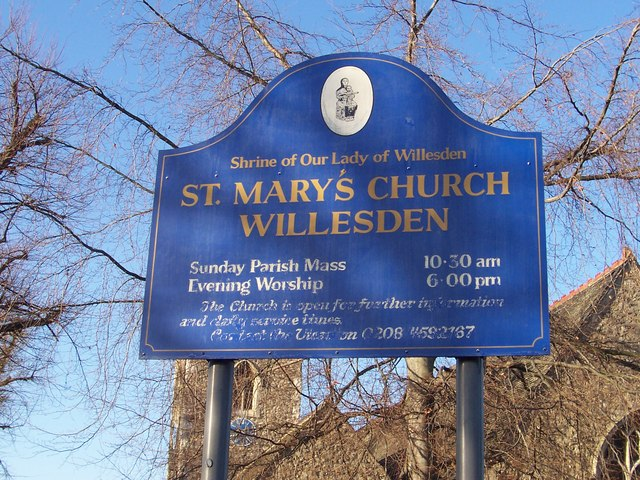
Tablica przed Sanktuarium
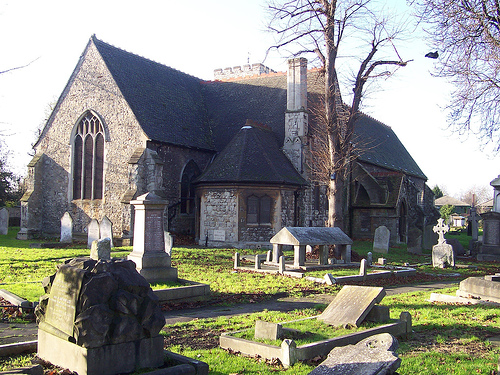
Kościół NMP w Willesden